# Королівство Польське (1385—1569)
Королівство Польське (1385—1569) (Королівство Ягайлонів) — польська держава під керівництвом представників династії Ягайлонів. Утворилась у 1386 році після Кревської унії (1385) та сходження на трон Володислава II Ягайла — Великого князя Литовського.
Відповідно до умов Кревської унії Польське королівство та Велике князівство Литовське, Руське і Жемайтійське залишались юридично двома окремими державами, але перебували під владою одного монарха. Пізніше монархами двох країн обиралась одна й та сама особа, або Великим князем Литовським обирався член польської королівської родини.
1569 року — відповідно до Люблінської унії династичний союз було перетворено на об'єднання двох держав в єдину країну — Річ Посполиту. Незабаром після цього перестала існувати династія Ягайлонів, яка правила в Польщі понад 200 років, у Великому князівстві Литовському — близько 400 років (династія Ґедиминів).